# Korsörtsblomfluga
Korsörtsblomfluga (Cheilosia bergenstammi) är en tvåvingeart som först beskrevs av Becker 1894.  Korsörtsblomfluga ingår i släktet örtblomflugor, och familjen blomflugor.
Artens utbredningsområde är Österrike. Arten är reproducerande i Sverige. Inga underarter finns listade i Catalogue of Life.